# Schustehrusstraße
Die Schustehrusstraße ist eine Straße im Ortsteil Charlottenburg des Bezirks Charlottenburg-Wilmersdorf von Berlin. Sie verläuft in Ost-West-Richtung von der Schloßstraße über den Gierkeplatz mit der Luisenkirche zum Richard-Wagner-Platz und der Otto-Suhr-Allee.

## Geschichte

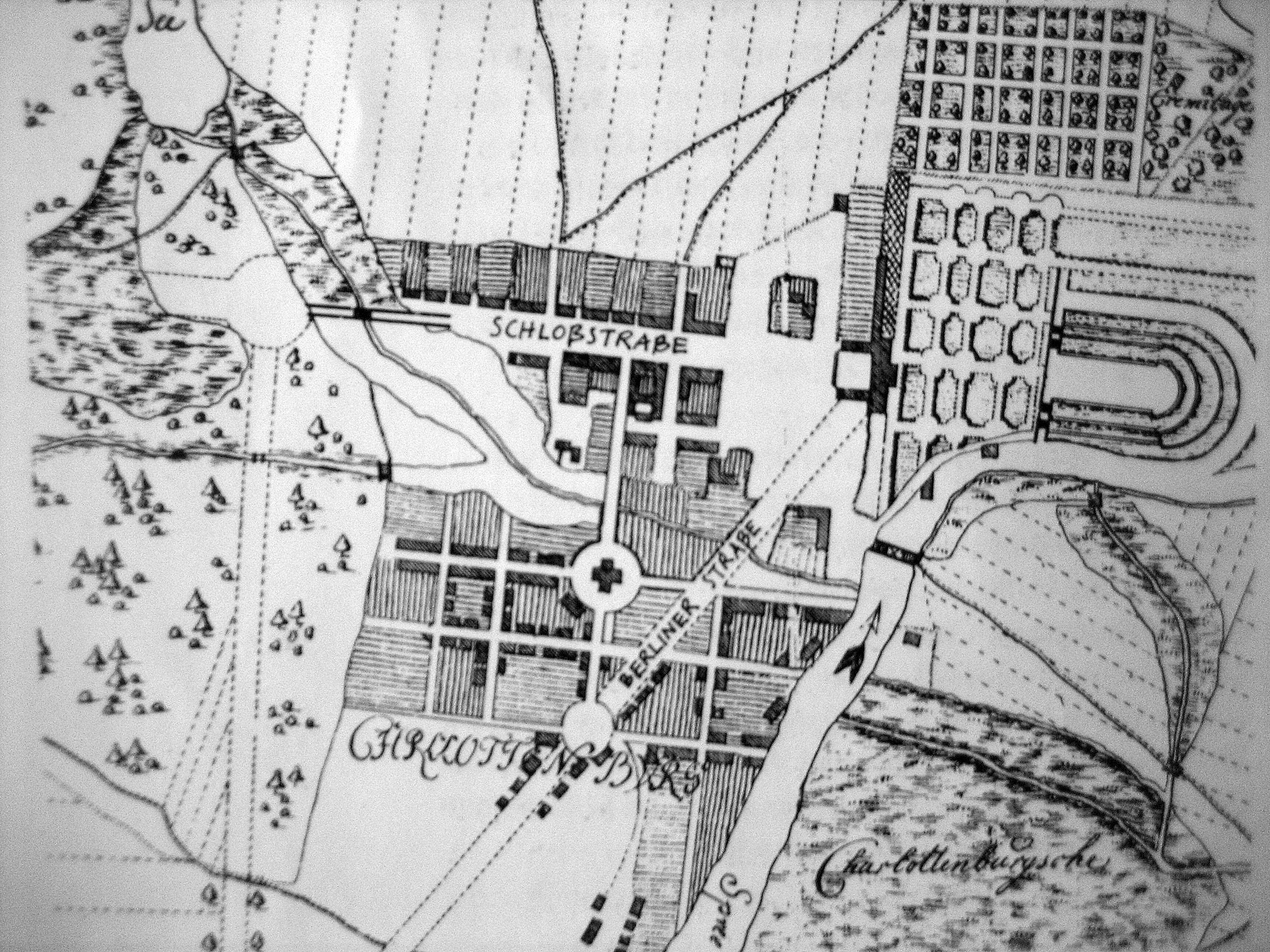
Plan Charlottenburgs vor 1740
Die Nordrichtung liegt rechts. Rechts auch das Schloss und die Spree, die Schloßstraße horizontal, die heutige Otto-Suhr-Allee diagonal. Zwischen den beiden von oben nach unten über die kreisrunden Plätze die Schustehrusstraße. Das hier gemeinte „Nasse Dreieck“ links ab dem Gierkeplatz mit der kreuzförmigen Luisenkirche; der Schwarze Graben ebenfalls eingezeichnet.

Auf alten Plänen ist die Straße als Deichstraße oder Teichstraße bezeichnet. Der wohl zuerst 1711 dokumentierte Name bezieht sich auf den Karpfenteich, der 1711 auf dem Feuchtgebiet des heutigen Nassen Dreiecks an der Hebbelstraße durch Aufstauen des Schwarzen Grabens entstand. Vermutlich war der Karpfenteich selbst der Namenspate. Die Straße war zunächst die einzige Verbindung zwischen den beiden durch den Schwarzen Graben geteilten Stadthälften Charlottenburgs. Der Teil der Straße östlich der Kirche hieß seit spätestens 1724 Scharrenstraße. Scharren hießen die Verkaufswagen der Händler, die hier ihre Produkte feilboten. Spätestens seit 1824 hieß auch der westliche Teil Scharrenstraße. Den heutigen Namen nach dem ehemaligen Charlottenburger Bürgermeister Kurt Schustehrus (1856–1913) erhielt die Straße 1950.

## Älteste Straße Charlottenburgs?
In ihrem Buch Berlin um 1700. Die Idealstadt Charlottenburg versuchen die Autoren Prösel und Kremin zu belegen, dass die Schustehrusstraße die älteste Straße Charlottenburgs sei. Sie beziehen sich dabei auf zwei Landkarten, eine davon aus dem Jahr 1698, die beide einen Weg zeigen, der geradlinig von einer Ansammlung von Häusern am heutigen Richard-Wagner-Platz auf eine Querung des Schwarzen Grabens zuführt. Sie spekulieren, dass diese Straße bereits für den Bau des Charlottenburger Schlosses 1695 angelegt wurde. Auf diesen Landkarten ist die Schloßstraße, die von anderen Autoren als älteste Straße Charlottenburgs angeführt wird, nicht eingezeichnet. Allerdings scheint nach den Plänen auch die heutige Otto-Suhr-Allee als älteste Straße in Betracht zu kommen. Den geradlinigen Verlauf des in den Karten verzeichneten Vorläuferweges der Schustehrusstraße bezog Eosander von Göthe 1706 in seinen Plan für die Stadt Charlottenburg mit ein.

## Bebauung

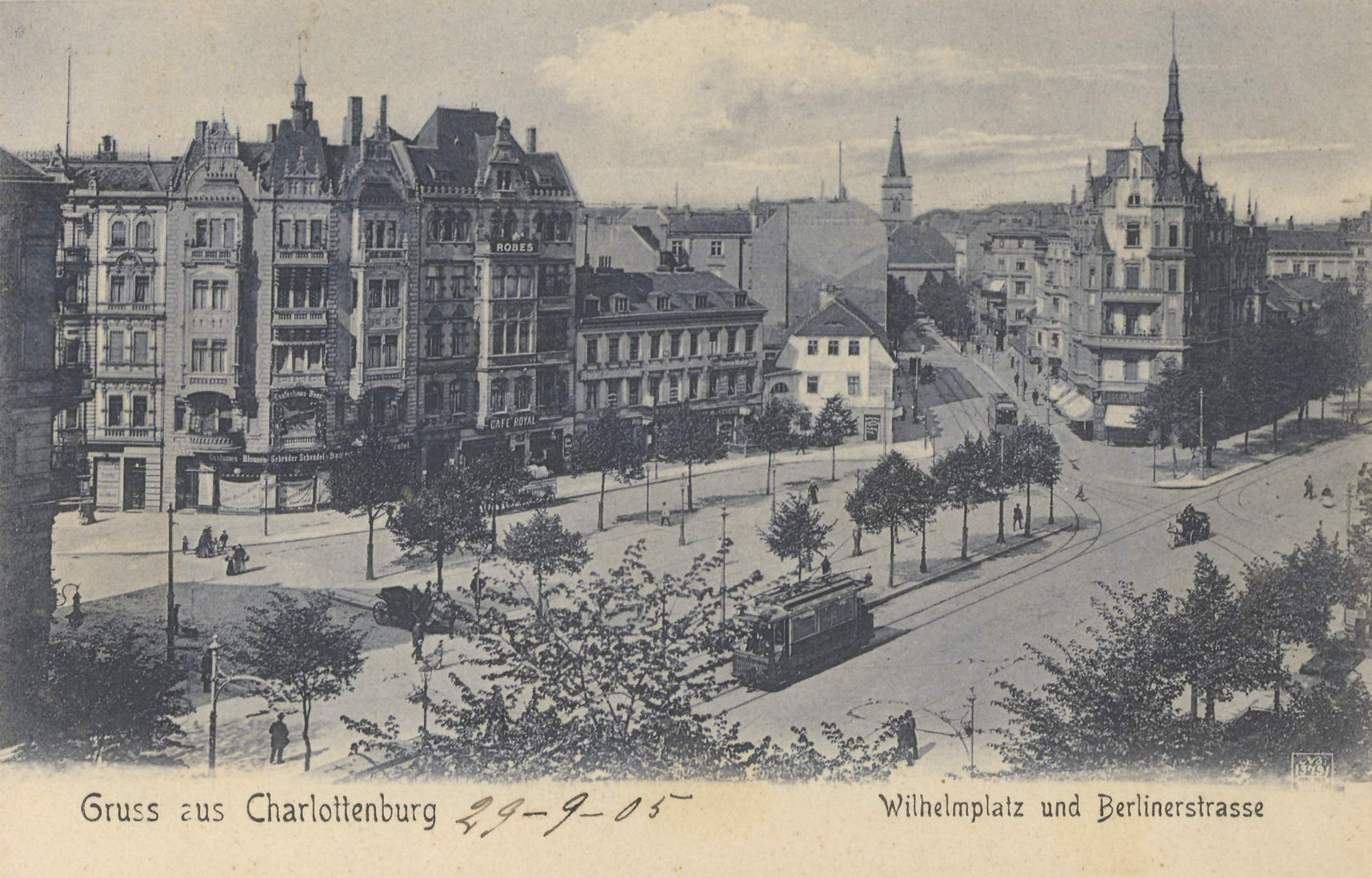
Blick vom Rathausturm 1905, im Hintergrund die heutige Schustehrusstraße

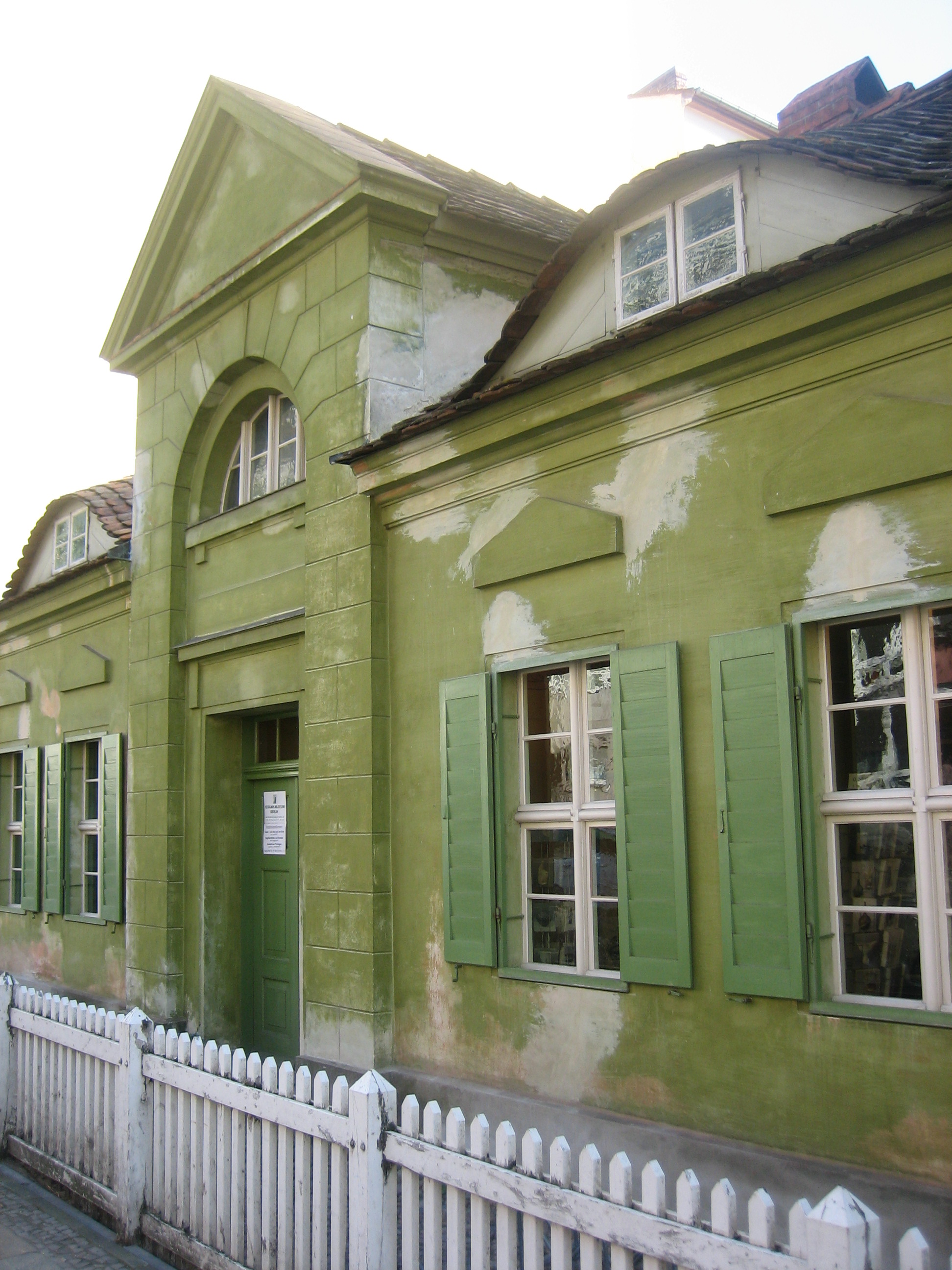
Ältestes Haus Charlottenburgs in der Schustehrusstraße

Auf der Südseite der Schustehrusstraße befindet sich die Oppenheim-Schule in einem an die Villa Oppenheim angrenzenden Gebäude. Daneben auf der Ostseite liegt der Schustehruspark.
Etwa auf der Mitte der Schustehrusstraße, auf der Kreuzung mit der Gierkezeile, steht auf dem Gierkeplatz die evangelische Luisenkirche. In unmittelbarer Nähe, an der Stelle des Gemeindehauses der Luisengemeinde, befand sich das Haus des Stadtpfarrers und Charlottenburger Chronisten Johann Christian Gottfried Dressel. An ihn erinnert hier eine Gedenktafel.
Das Haus mit der Hausnummer 13 ist das älteste erhaltene Charlottenburger Wohnhaus. Es wurde 1712 nach dem Muster des Hauses des Kammertürken Hassan, ehemals in der Schloßstraße 6 gelegen, errichtet, das im Rahmen des Bebauungsplanes Eosander von Göthes im Interesse eines einheitlichen Stadtbildes als verbindliches Muster vorgegeben war. In ihm hat heute das Berliner Keramikmuseum seinen Platz. Das Haus steht unter Denkmalschutz. Insgesamt sind dreizehn Gebäude in dieser Straße in die Berliner Denkmalliste aufgenommen.